# Culture intermédiaire à vocation énergétique
Une culture intermédiaire à vocation énergétique ou CIVE est une culture à vocation énergétique placée entre deux cultures principales, le plus souvent à destination alimentaire. Une CIVE est produite sur le principe d'une « culture dérobée », à cycle court semée en été et récoltée à l'automne ou à cycle long semée à l’automne et récoltée au printemps. Cette pratique assure un service écosystémique et une production de biomasse pour des usages non alimentaires,,.
La biomasse peut être utilisée pour produire de la chaleur, des agrocarburants ou du biogaz.
Selon les pays, ces cultures peuvent être réglementées ou encouragées (à certaines conditions)[réf. souhaitée].

## Types de valorisation énergétique

### Production d'agrocarburants
L'entreprise Saipol, filiale du groupe agro-industriel Avril, spécialisée dans la transformation de graines d'oléagineux utilisées pour la production de biocarburants, a développé des cultures intermédiaires pour la production d'agrocarburants : en 2022, elle a produit 15 000 tonnes de carinata en Argentine et en Uruguay, ainsi que 1 000 tonnes de cameline en France. Son directeur estime le potentiel de ces cultures intermédiaires à 20 millions d'hectares en Argentine et 2 millions d'hectares en France, qui permettraient de produire, à terme, 800 000 tonnes de carburants d'aviation durables.

### Méthanisation
La méthanisation se fait le plus souvent en codigestion avec des co-produits ou déchets agricoles voire d'autres sources de matière organique. Le potentiel méthanogène des CIVE est compris entre 100 et 300 Nm3 CH4/t MS (normo mètre cube de méthane par tonne de matière sèche),. Le biogaz riche en méthane peut ensuite être raffiné sur place en biométhane.

## Bilans généraux
Les CIVE présentent des intérêts qui les classent parmi les CIMSE (cultures intermédiaires multiservices environnementaux). Elles présentent aussi quelques limites qui, comme pour les intérêts, différents selon l'espèce ou le mélange choisis et selon qu'elles sont ensuite brûlées ou méthanisées.

### Intérêts des CIVE

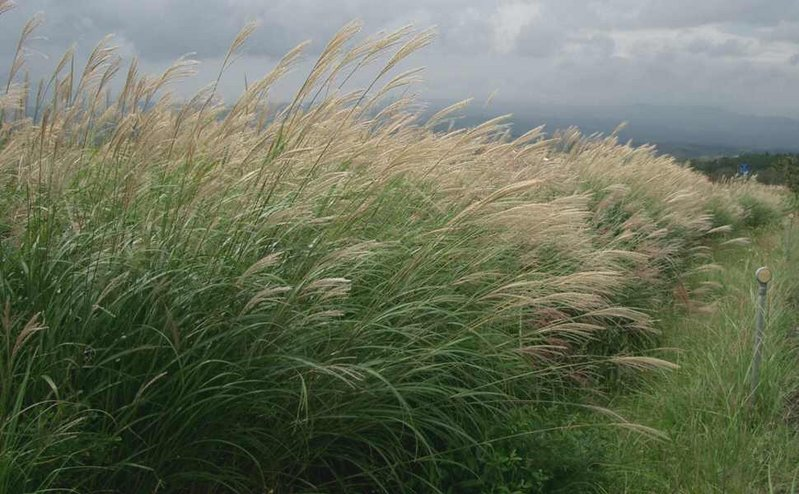
Champ de miscanthus (Allemagne). Espèce qui produit rapidement de grandes quantités de matière sèche

Comme d'autres cultures intermédiaires les CIVE permettent :
- de ne pas nuire à la production alimentaire ;
- d'augmenter la production annuelle de biomasse d'un champ ;
- d'allonger la durée de couverture et protection  du sol contre les UV solaires, l'érosion éolienne et hydrique ;
- de piéger des nitrates en excès, tout comme les cultures intermédiaires piège à nitrates (CIPAN) (qui visent, elles, à prioritairement piéger les nitrates afin qu'ils ne soient pas lessivés vers les nappes et cours d'eau) ; les CIVE réduisent le lessivage (lixiviation) des nitrates ;
- d'offrir durant quelques mois de plus une protection ou une alimentation supplémentaire aux abeilles (variable selon le type de culture et l'époque, avec le risque d'attirer des pollinisateurs et leurs prédateurs dans un contexte agricole qui leur est par ailleurs défavorable) ;
- d'offrir à certaines espèces-gibier un abri, avec le risque qu'ils s'y trouvent piégés et/ou sans abri lors de la récolte ;
- d'améliorer la structure du sol, et leur teneur en carbone, tout en diminuant le risque d'érosion par la pluie[10] ;
- de limiter le développement de nombreuses adventices (et donc la compétition pour les ressources) ;
- de limiter le développement de phytopathogènes (et de certains autres bioagresseurs) des  cultures principales (en rompant leur cycle de vie) dont grâce à effet d'offre en « gîte et couvert » pour divers prédateurs de ravageurs. Les cultures intermédiaires si elles diffèrent bien de la culture antérieure et postérieure, « brisent » les cycles de prolifération ;
- de faire office d’engrais organiques si elles sont enfouies, ou d'engrais azotés si le digestat retourne ensuite au sol au même endroit après méthanisation ;
- d'atténuer les effets de l'agriculture industrielle sur les pollinisateurs (si la culture est exempte de pesticides ou autres substances toxiques pour les papillons, syrphes, abeilles et autres pollinisateurs et si leur floraison produit suffisamment de nectar).

### Limites générales des CIVE
Selon le type de culture, de sol et la période choisie par l'agriculteur pour implanter ses CIVE, trois inconvénients sont parfois cités :
- un temps de travail supplémentaire pour l'agriculteur ;
- un risque parfois accru de compactage du sol pour faire cette récolte supplémentaire ;
- une consommation d'eau par évapotranspiration (éventuellement problématique si la culture est faite en saison sèche et si l'eau manque)

### Intérêts et limites de la combustion des CIVE
Un avantage est de pouvoir disposer de combustibles utilisables à la ferme ou à proximité.
Mais les CIVE sont généralement des cultures courtes qui ne permettent pas aux végétaux d'arriver à maturité. La matière récoltée a donc souvent une teneur en eau importante. De tels végétaux doivent alors être séchés au champ ou stockés et séchés pour ensuite bien brûler.

Si ces végétaux sont humides et ou pollués par des résidus de pesticides ou des métaux lourds, métalloïdes, sel... ils devraient être brûlés dans une installation munie de systèmes adéquats de filtration et lavage des gaz et fumées (qui ne sont pas à la portée d'un particulier), et les cendres seront peut-être plus polluées que le digestat de la même biomasse qui aurait été méthanisée, ce qui peut poser problème pour le "retour au sol" promu par l'économie circulaire[réf. nécessaire]

### Intérêts et limites de la méthanisation des CIVE
Selon ses promoteurs, elle présente comme intérêt de diminuer, une fois que le digestat a été retourné aux sols , les émissions de N2O (protoxyde d'azote), gaz à effet de serre qui dégrade la couche d'ozone :
- de 38 % par rapport aux cultures intermédiaires piège à nitrates (CIPAN) dont les restes sont incorporés au sol ;
- fortement par rapport à un apport d'azote équivalent effectué par injection de lisier liquide.

En revanche le rechargement du sol en carbone labile sera moindre puisqu'une partie du carbone aura été transformé en CO2 et en CH4 lors de la méthanisation.

## Contextes géographiques

### En Wallonie
Les CIVE semblent dans cette région rares voire en 2010-2013 encore inexistantes, mais une étude (Cadastre de la biomasse non forestière) a en 2014 conclu qu'il existe un certain potentiel de production si les prix d'achats par les méthaniseurs sont suffisamment attractifs. Les facteurs limitant y ont été les conditions climatiques et météorologiques qui réduisent le temps d'interculture et les rendements d’éventuelles CIVE.

### En France
En 2009, les études prospectives identifient le potentiel énergétique des CIVE comme pouvant contribuer à la programmation énergétique, puis en 2017 la valorisation énergétique des cultures intermédiaires est identifiée et promue en France par le projet de Stratégie nationale de mobilisation de la biomasse (SNMB, mis en consultation en 2017 et validée en mars 2018). La version projet de stratégie a cependant fait l'objet de critiques de la part de l'autorité environnementale (CGEDD) dans son évaluation environnementale stratégique de la stratégie, laquelle a fait l'objet d'une réponse de l’État. Dans son mémoire en réponse l’État a proposé de mieux suivre l’évolution des surfaces agricoles et l'identification des CIVE qui « se sont ou non principalement développées en remplacement des cultures intermédiaires (CI) actuelles » en précisant que « Si tel était le cas » des mesures seraient à prendre « afin de favoriser également un développement sur les sols actuellement nus » et de « favoriser la diversité spécifique des CIVE (recommandation qui existait pour les cultures pérennes mais non les CIVE) » (« recommandations ajoutées au chapitre V de la SNMB »).

## Espèces et mélanges
Les couverts végétaux ont un potentiel méthanogène significatif (potentiel moyen de 60 m³CH4/tMF) mais variant beaucoup selon l'espèce et les conditions pédoclimatiques, de même que le rendement biomasse (kg produit par ha). Les valeurs de potentiel énergétique moyennes présentées par la littérature sont données par espèce. Or l'Ademe souligne en 2013 que dans les champs, le semis de mélanges (qui présente plusieurs avantages agronomiques) est de plus en plus pratiqué.
Pour être rentables pour la production d'énergie, les CIVE doivent générer une quantité importante de biomasse à l'hectare pour compenser les coûts de production, de récolte, de préparation et de transport.
Différentes espèces à croissance rapide à assez rapide peuvent théoriquement être utilisées telles que :
| Culture              | Rendement énergétique (Nm3 CH4/tMS) |
| -------------------- | ----------------------------------- |
| Avoine diploïde      | 360                                 |
| Betterave            |                                     |
| Betterave fourragère |                                     |
| Colza                |                                     |
| Colza fourrager      |                                     |
| Maïs                 | 225 – 422                           |
| Maïs ensilage        | 289 – 330                           |
| Miscanthus           |                                     |
| Moutarde             |                                     |
| Navette              |                                     |
| Orge                 |                                     |
| Phacélie             |                                     |
| Pois                 |                                     |
| Seigle               | 275 – 350                           |
| Sorgho fourrager     | 295                                 |
| Sorgho grain         | 372                                 |
| Tournesol            | 300                                 |
| Trèfles              | 269–370                             |
| Ray-grass d'Italie   | 390                                 |
| Blé Triticale        | 245 – 384                           |
| Vesce                |                                     |

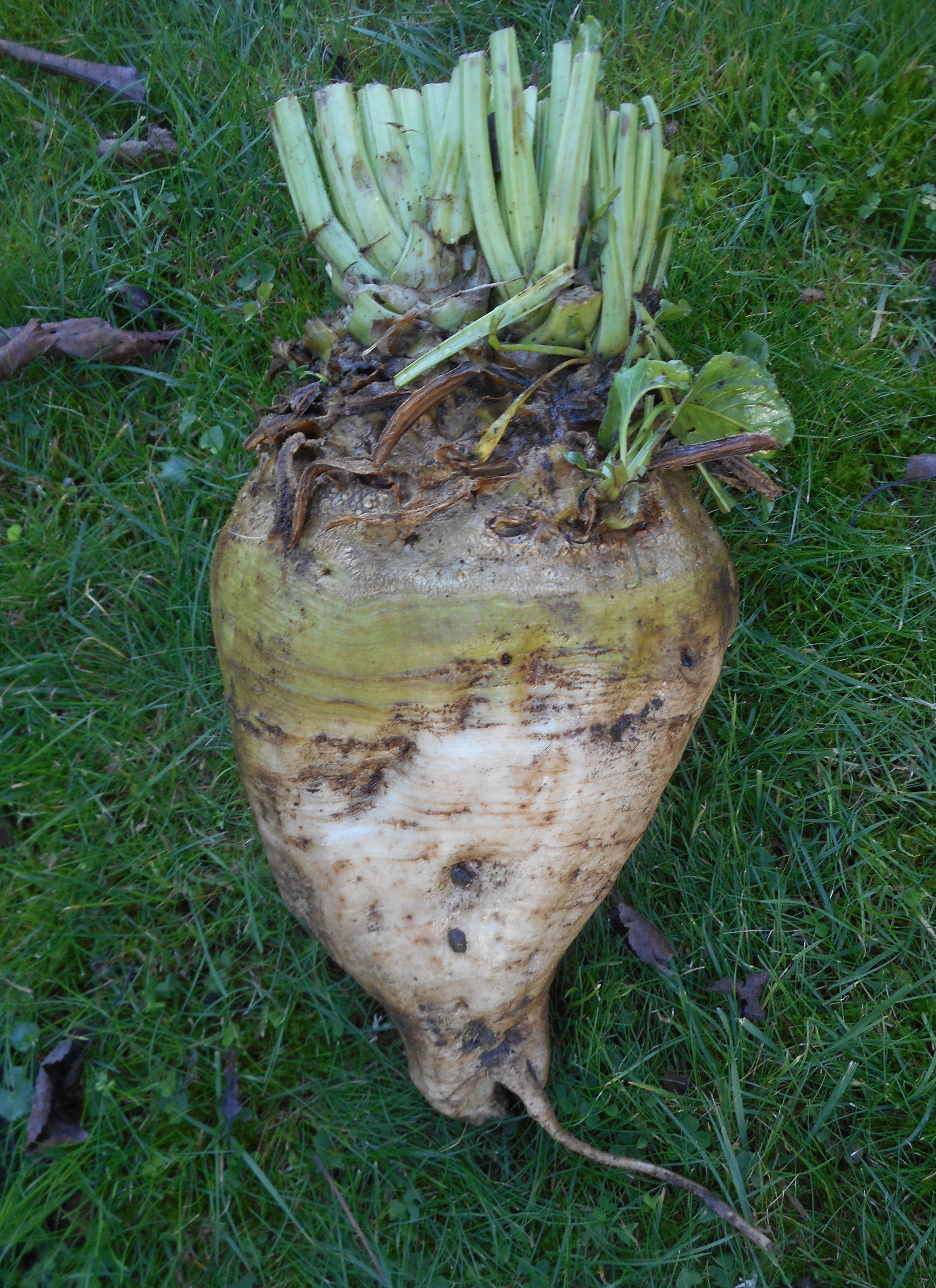
Cultivar de betterave fourragère riche en matière sèche adapté à la production d'énergie

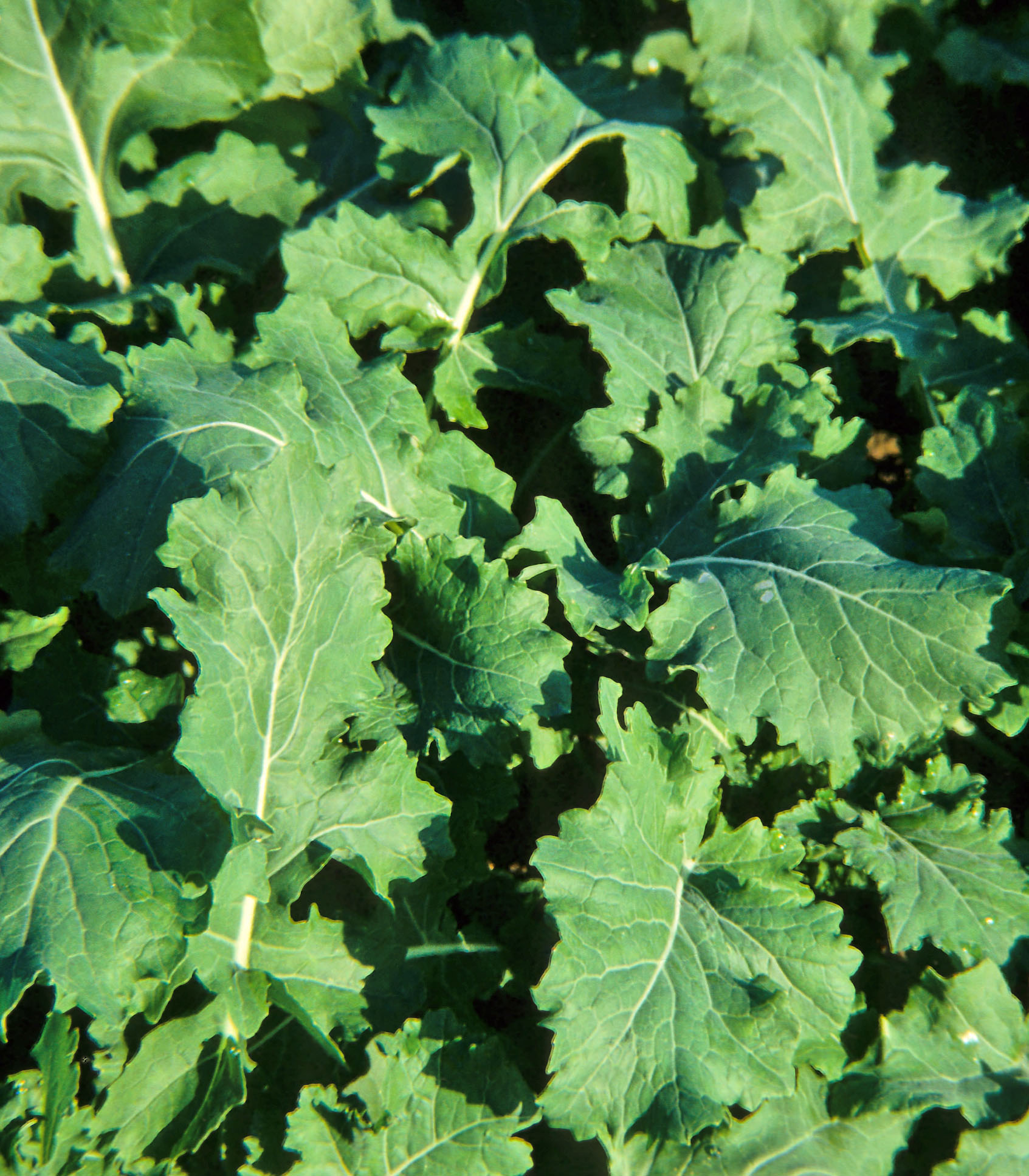
Feuillage de colza fourrager dont l'installation et la croissance sont particulièrement rapides

Le choix de l'espèce ou des espèces plantés en association (ex : « méteil » composé de céréales et légumineuses) se fait selon le contexte pédoclimatique et selon la culture précédente et la période de production.
En Europe, les cultures les plus évoquées par la littérature sont : phacélie, pois fourrager, trèfles, vesces, moutardes, raygrass d'Italie, orge, seigle, avoine diploïde, blé, maïs, sorgho « plante »…

## Saisons
- Les CIVE d'été : elles sont semées après une culture d'hiver (récolte précoce). Les CIVE d'été peuvent être de l'orge d'hiver, de l'orge de printemps, du pois, du colza, du sorgho biomasse voire du maïs ou du tournesol… récoltable à l’automne, avant d’implantation d'une nouvelle culture alimentaire. Si la CIVE perdure longtemps, elle tend à se substituer à une culture alimentaire ;
- les CIVE d'hiver : elles sont semées avant une culture alimentaire d'été, avec par exemple en octobre une plantation de céréales, ou d'association de plusieurs céréales, de légumineuses, oléagineux…..

Elles peuvent être cultivées seules ou en association telles qu'une céréale avec une légumineuse. Des expérimentations se font avec de nouvelles espèces, dont les betteraves par exemple permettant d'atteindre ou dépasser des rendements de 20 à 25 t/ha de matière sèche avec, à la date d’implantation (semis en mai), un tonnage comparable à celui du maïs et le dépassant si l'agriculteur récolte aussi la feuille.

## Culture

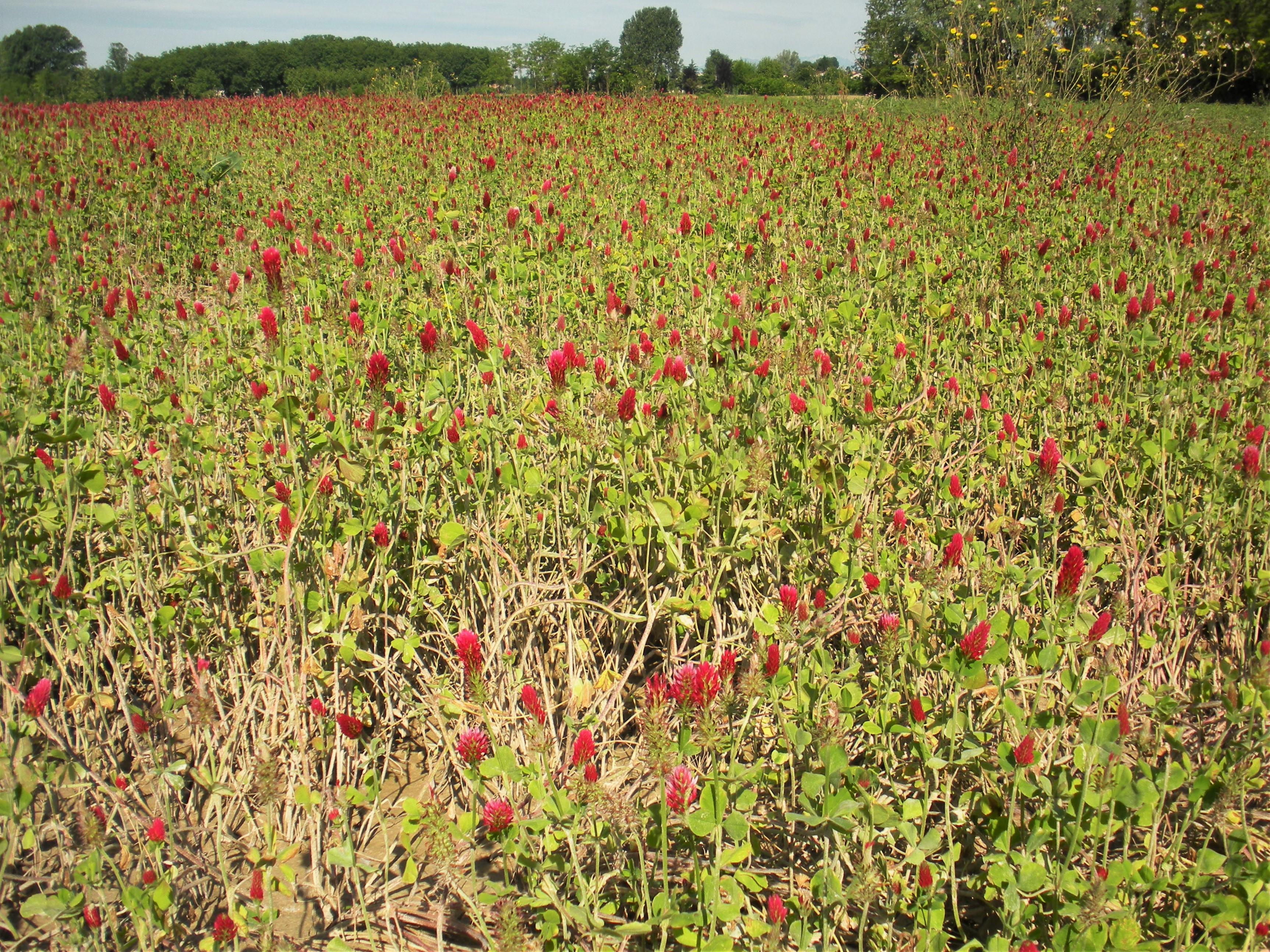
Champ de trèfle incarnat en Italie qui enrichit en azote les sols pauvres

Le semis est fait généralement à une période non-optimale pour l'espèce choisie. Pour leur permettre d'assurer une production suffisante sans pénaliser la culture suivante, leur démarrage doit être rapide pour favoriser leur croissance et obtenir une biomasse assez importante en un laps de temps réduit.
Comme elles sont récoltées précocement pour permettre la culture suivante, leur rendement est réduit, un peu plus élevés dans le nord de la France que dans le Sud (mais des céréales immatures peuvent être directement méthanisées).
La durée de l’interculture varie selon la nature des cultures principales présentes de la rotation et dépend donc des dates de semis et récoltes de chacune (de 2 à 9 mois), formant souvent des cycles de 2 ans.
Les résidus de cette culture intermédiaire peuvent enrichir le sol. Dans le cas de légumineuses, ils devraient être pris en compte dans l'évaluation des apports en azote.

## Enjeux
Elles sont une source de bénéfice pour l'agriculteur qui peut ainsi (seul ou via des coopératives, etc.)  participer à la transition énergétique de son exploitation voire de l’Économie globale[précision nécessaire], bien qu'il existe certains freins et termes d'acceptabilité (les installations de méthanisation n'étant pas toujours bien acceptées dans les zones habitées).
Certaines cultures (maïs notamment) peuvent être exigeantes en eau à des périodes où l' « eau utile » peut manquer.

## Rendement énergétique
Il varie beaucoup selon le contexte pédoclimatique et le potentiel méthanogène de la plante choisie (de 100 à 200 m3 de biogaz par tonne de matière brute en général),.